# جيم مورتون (سياسي)
جيم مورتون هو عامل اجتماعي وسياسي كندي، ولد في 31 أغسطس 1951 في كندا. حزبياً، نشط في Nova Scotia New Democratic Party ‏.